# 선외 활동용 우주복

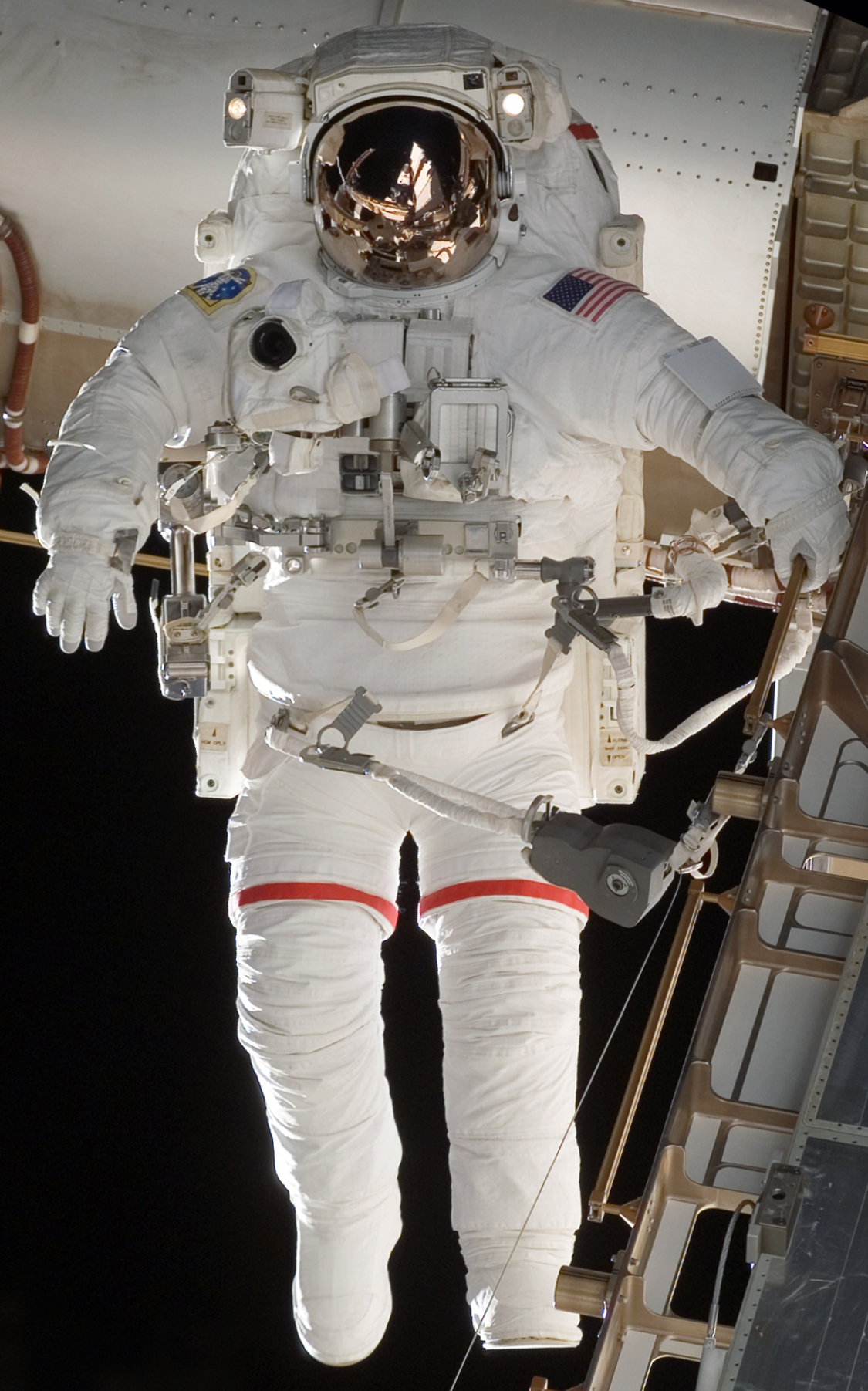

선외 활동용 우주복(Extravehicular Mobility Unit, EMU)는 지구 궤도에서 EVA(선외활동)를 수행하는 우주 비행사에게 환경 보호, 이동성, 생명 유지 및 통신 기능을 제공하는 독립적인 의인화 우주복이다. 1981년에 소개된 이 슈트는 투피스 반강성 슈트로 현재 국제우주정거장(ISS)의 승무원이 사용하는 EVA 우주복 2종 중 하나이며, 다른 하나는 러시아 올란 우주복이다. 2011년 셔틀 프로그램이 종료되기 전에 NASA의 우주왕복선 우주비행사들이 사용했다.